# Televerket
Televerket ist eine ehemalige staatliche norwegische Einrichtung, welche 1855 gegründet wurde und Telefon- und Telegrafendienste betrieb. Televerket wurde später durch Telenor abgelöst. Die erste Zeit war geprägt durch die Nationalisierung der privaten Telefongesellschaften; erst 1974 wurde die letzte private Gesellschaft von Televerket übernommen.
Televerket unterstand zunächst dem Telegrafstyret, welches 1967 in das Teledirektoratet aufging und heute als Post- og teletilsynet geführt wird.

## Geschichte
- 1855 – Den Norske Statstelegraf wird am 1. Januar gegründet; die erste Telegrafenverbindung zwischen Drammen und Christiania (heute:Oslo) wird in Betrieb genommen
- 1967 – Telegrafverket übernimmt die letzte lokale Telefonanlage in Mandal
- 1969 – Telegrafverket nennt sich in Televerket um, die Datenübertragung über das Telefonnetz wird eingeführt
- 1995 – am 1. Januar ändert Televerket seinen Namen in Telenor AS (heute Aktiengesellschaft, also Telenor ASA)